# Пере Тошев
Петър (Пере) Наумов Тошев (изписване до 1945 година: Петъръ Наумовъ Тошевъ) е български революционер, активен участник във Вътрешната македоно-одринска революционна организация. Използва псевдоними като Лефтер, Арнаутина и Камен.

## Биография

### Ранни години
Пере Тошев е роден през 1865 година в Прилеп, тогава в Османската империя, в мияшкото семейство на Наум Тошев и Ката Кепова, богати и видни изселници от Дебърско. Негови племенници са войводата от ВМОРО Спиро Тошев и деецът на ВМОРО Коста Тошев. Вуйчо му Алекса Кепев загива в 1881 година с Димитър Чакрев в обсадената къща на Кондовци в Прилеп. Началното си образование завършва в Прилеп, а от 1882 година в Солунската българска мъжка гимназия. Изключен е от нея през 1884 година след участие в училищен бунт и последвал обиск, при който в него е намерена „Българска христоматия“ от Константин Величков и Иван Вазов.
Същата година се установява в Пловдив и завършва VI клас в местна гимназия. С помощта на Спиро Костов и Владимир Кусев, Пере Тошев организира в Станимака подразделение на БТЦРК, който има за цел освобождаване на Македония и Одринско. В Пловдив Тошев е куриер на БТЦРК и взима участие в Съединението, като е един от четниците завзели градската поща.
След започването на Сръбско-българската война Пере Тошев е доброволец в Ученическия легион в отряда на капитан Коста Паница. Отличава в боевете при Сливница и в сражението при Пирот, при което е ранен и след това нагреден с орден „За храброст“. В периода от 1885-1890 година Пере Тошев и Андрей Ляпчев устройват наново редица тайни съвещания из Пловдивските села. Вземат решение за организирането на нова македоно-одринска освободителна организация. През 1890 година двамата обикалят Македония с разузнавателна цел.

### ВМОРО
От 1892 година Пере Тошев учителства в Прилепското българско училище, и година по-късно, след създаването на Вътрешната македоно-одринска революционна организация, основава първия ѝ революционен комитет в Прилеп. Следващата година Пере Тошев учителства в Скопие, където оглавява комитета до напускането си през 1894 година, след което го замества Христо Матов. След това Пере Тошев учителства и в Битоля, където заедно с Гьорче Петров подпомагат местния революционен комитет и издават вестник „На оръжие“, там става близък и на Даме Груев.
През 1896 година с помощта на Върховния комитет и Димитър Матов, който пише на училищния инспектор Васил Кънчов, Пере Тошев се премества в Солун като учител в българската гимназия. От 1898 година се намира в Солун и работи като училищен инспектор, в същото време е включен в Централения комитет на ВМОРО. Работи и като аташе в канцеларията на българския митрополит. В резултат от Солунската афера от 1901 година Петре Тошев е арестуван и осъден. Според някои източници е осъден на доживотна каторга, а според други - на 101 години затвор. Заточен е в Подрум кале, Мала Азия, заедно с други ръководители на ВМОРО. Тошев е сред помилваните на 19 август 1902 година, по случай рождения ден на султана.
Участва на Смилевския конгрес през 1903 година и се обявява против общо масово въстание. Пере Тошев отказва да заеме поста си в централния щаб, но по време на Илинденско-Преображенското въстание ръководи Мариовския революционен район. След потушаването на въстанието, с помощта на Гьорче Петров, Петър Ацев и Георги Пешков възстановява революционните мрежи на организацията в Прилепско.
Делегат е на Прилепския конгрес от 1904 година. На Рилския конгрес на ВМОРО през 1905 година отново е избран за член на ЦК на организацията. При масовизирането на сръбската пропаганда в Македония в Поречието Пере Тошев по мирен път опитва да неутрализира сръбските чети в района. След пленяването на Даме Груев той лично се среща с Глигор Лямев, като впоследствие Даме Груев е освободен. По спомените на Гьорче Петров заради масовизацията на сръбската и гръцката пропаганди в Македония той иска да придаде национален колорит на ВМОРО.
След убийството на Гарванов и Сарафов за кратко е арестуван като заподозрян. След Младотурската революция Пере Тошев се обявява против легализирането на организацията. Пере Тошев, Антон Страшимиров и Гьорче Петров издават вестниците „Конституционна заря“ и „Единство”, близки идейно на Народната федеративна партия (българска секция). През 1910-1911 година е училищен инспектор на българските училища в Солунски окръг.

### Убийство
През 1912 г. Тошев заминава за София, за да се лекува в клиниката на своя единомишленик доктор Стефан Сарафов. След сключения съюзен договор между България и Сърбия, особено след лекомисленото разделяне на Македония на спорна и безспорна зона, Тошев протестира. Той иска да бъде приет в Народното събрание и изслушан, но е арестуван. Сломен от подялбата на Македония, след освобождението си той бърза да се върне при близките си. След като му е издаден открит лист от турското посолство в София, заминава за Македония. Проследен още от София от членовете на анархистка организация Червените братя, Тошев е убит на (21 април) 4 май на пътя между селата Градско и Дреново. След това турците го нарязват на парчета и го заравят в канавката край пътя. След 5 дни роднините му го намират. Погребан е в двора на църквата „Света Богородица“ на село Фариш. В 1994 година костите му са препогребани в „Благовещение Богородично“ в Прилеп.
През май 2012 година, в Асеновград е поставена паметна плоча, по случай 100-годишнината от гибелта на Тошев. На откриването на паметната плоча присъстват много хора, сред които Николай Тошев, внук на Пере Тошев и председател на Съюза на македонските организации.
В Централен държавен архив на Държавна агенция „Архиви“ се съхраняват документи и писма, свързани с революционната дейност на Тошев. През 2013 година, община Благоевград закупи архив, съдържащ непознати дотогава писма, вестници, снимки, лични вещи, разписки, дневници и други на дейци и ръководители на ВМОРО и ВМРО. Колекцията включва ценни и редки оригинални писма на Пере Тошев.

### За него
Симеон Радев казва за Пере Тошев:
| „ | Пере Тошев е, между най-големите македонски дейци, най-неизвестният. Той живя в самота и умря незабелязано. Неговият тих и меланхоличен образ е, обаче пълен с рядко и скъпоценно очарование. У никой от съратниците му вътрешният живот не бе тъй чист, съсредоточен и изобилен с нравствено богатство както у него. | “ |

Анастас Лозанчев пише за него за периода на създаването на ВМОРО през 1894 година: 
| „ | Пере беше с оформени идеи, с оформени възгледи по революционните борби, които никой друг по това време немаше. Той беше стар революционер, участвал и с други македонски българи... в съединението на Северна и Южна България. | “ |

Деецът на Върховния комитет Михаил Думбалаков пише за Пере Тошев:
| „ | Въплощение на чест, родолюбие, бохемство и доброта, Пере бе дал, в хармонично съчетание, всичко, което би трябвало императивно да съпътствува революционера. Но нещастният Пере никога не бе допущал, че той ще бъде използуван като мъртвец от грубо тенденциозната ръка на безчестни историци, които, в желанието си да хвърлят в забвение и сянка истинските водачи на революцията, изровиха труповете на скромни труженици и с дързост и истерика кощунстваха с имената на смирените редници на революционното дело. Бедният прилепски даскал би потънал в земята от срам, ако някой някога му бе подхвърлил, че ще настъпи едно нахално и безотговорно време, когато пред имена на революционни водачи, като генерал Цончев, полковник Николов, Сарафов, полковник Янков, мичман Тодор Саев, Тодор Лазаров и десетки други, щеше смутено да се оглежда името на познатия из софийските бирарии добряк, Пере Тошев. | “ |

Според Сребрен Поппетров:
| „ | Пере беше един типичен българин, учител, възпитател, революционер и обществен деец. Редко обикновен човек го е харесвал и понасял, но полезен бе за всички с това, което притежаваше - всичко вършеше и даваше за всички и за тия, които не го харесваха. По характер строг и пословично скромен, той имаше нежно сърце и широка душа, и когато беше строг към ученици и революционери, или към приятели и роднини, и когато наказваше некого от тех, от обич и за техна полза вършеше това. И сега даже плачат с умиление, като си спомнят за него тия, с които е имал постоянни връзки. Морален в своя живот до кристално чист аскетически живот, скромен и невзискателен към личните си нужди, той не тежеше и не додеваше много на близките си, но пак тежко му ставаше, когато нуждите го заставяха да се отнася до некои от тех. Велик беше той и светло име остави – делата ни го сочат. Възвишени добродетели и крилати идеали носеше той. Той и подобните му създатели на В. М. О. Р. О. се спечелиха вечни светли имена на вечна скъпа памет и с трогателна благодарност българските поколения ще ги спомнят в тъжни времена; защото делото, което вършеха беше велико, свято и право. То ще се осъществи, кога и да е. Пере беше от тия, които носят народните добродетели – пръснати на частици – олицетворени в съвкупност. Народ, който ражда такива синове, които горят през целия си живот от народните идеали и изгарят за тия идеали, не може и нема да остане вечно робски. Такъв народ ще бъде щастлив и такива герои ще му бъдат светците. Пере е заслужил това право – да бъде светец на свободен български народ... | “ |

Деецът на ВМОРО Никола Киров пише следния спомен за учителя си Пере Тошев:
| „ | За всички ученици Тошев беше „страшилище“, особно пък за нас новаците. Ние се страхувахме да го срещнем, не смеехме да го погледнем право в очите и треперехме пред мисълта, че ни предстои да изпитаме гнева му, плесниците му, ударите му. Общепризната бе неговата справедливост, но също така общепризната и неговата сприхавост, нервозност и строгост. Горко на ученик, изпитан по време, когато е нервиран или когато не е пушил продължително. Но Тошев не забравяше да изглади лошото впечатление или да вдигне втори път ученика да си поправи бележката. А Тошев правеше всичко възможно, щото учениците му да немат слаби бележки. Пък и самите ученици, било от страх, било от уважение към строгия и авторитетен учител, се стараеха да бъдат по предметите му, по възможност, готови. Правило беше, - и всеки новак веднага научаваше това правило, - че Тошев ще намери повод непременно да набие ученика. А дете може ли да не погреши? Тошев набиваше ученика не само, за да го накаже за извършена простъпка, но и за да провери издържливостта на последния и способността му да владее езика си. Защото на учениците си Тошев гледаше като на бъдещи апостоли на свободата, които, при изпълнение на своя отечествен дълг, ще има да се справят с маса трудности, които следва да превъзмогват. А това изисква преди всичко издържливост и свързан език. Характерното у Тошева беше това, че той много се нервираше от плачливите, невъздържаните и неиздържливи ученици и често търсеше повод да ги бие и ги биеше здравата, а обичаше ония ученици, които изтърпяваха наказанието без да охнат... | “ |

Тома Николов пише:
| „ | Пере Тошевъ и Гьорче Петровъ, тоже Прилепчани и двамата отъ видни семейства, другари още отъ ученическата скамейка въ Прилепъ и Солунъ, тѣсно свързани и еднакви по духъ се допълваха единъ другъ. Пере бѣ характерътъ, а Гьорче разумътъ; Пере, буйна и въ моменти избухлива натура, а Гьорче бѣше спирачката. Двамата бѣха си разпределили ролитѣ: Пере съ своя твърдъ характеръ и съ влиянието си върху колегитѣ си действуваше между интелигентнитѣ граждани отъ търговското съсловие, а Гьорче съ своята съобщителность и демократично държане завладѣ еснафскитѣ срѣди... 1897 г. бѣше златната епоха за Битоля. Следъ свършването на гръцко-турската война през м. май на петдесетница се издигна българския трикольор въ центъра на града. Тоя день бѣше Великденъ за българитѣ. Цѣлия градъ се извървѣ предъ търговското агенство да види българското знаме, а българитѣ не можеха да въздържатъ сълзитѣ си отъ радость. Знамето осветихме съ дѣдо Козма зараньта у зори по желанието на валията, за да не се вдига шумъ. Следъ църков. отпускъ отидохъ въ пансиона и съобщихъ на Перета, че осветихме знамето. Той скочи отъ радость. Минахме презъ агенството да се полюбуваме на знамето. Видехъ какъ Пере заплака отъ радость. | “ |

На 4 септември 1958 година вестник „Македонска трибуна“ отпечатва речта на Асен Аврамов при откриване на конгреса на „Македонската патриотическа организация“ (МПО) в която казва следното за Пере Тошев: „Без чистота, без съвест не е възможна идейна борба. Но заговори ли се за съвест в освободителната борба, всички казват Пере Тошев е съвестта на тази революционна борба.“

## Родословие
|                                |                                |                                |                                |                                |                                |  |  |                          |                          |                          |                          |                          |                          |  |  |                        |                        | Хаджи Тошо             |                        |                        |                        |  |  |                          |                          |                          |                          |                          |                          |                          |                          |                           |                           |                           |                           |                           |                           |  |  |  |  |  |  |  |  |  |  |  |  |  |  |  |  |  |  |  |  |  |  |  |  |  |  |  |  |  |  |  |  |
|                                |                                |                                |                                |                                |                                |  |  |                          |                          |                          |                          |                          |                          |  |  |                        |                        |                        |                        |                        |                        |  |  |                          |                          |                          |                          |                          |                          |                          |                          |                           |                           |                           |                           |                           |                           |  |  |  |  |  |  |  |  |  |  |  |  |  |  |  |  |  |  |  |  |  |  |  |  |  |  |  |  |  |  |  |  |
|                                |                                |                                |                                |                                |                                |  |  |                          |                          |                          |                          |                          |                          |  |  |                        |                        |                        |                        |                        |                        |  |  |                          |                          |                          |                          |                          |                          |                          |                          |                           |                           |                           |                           |                           |                           |  |  |  |  |  |  |  |  |  |  |  |  |  |  |  |  |  |  |  |  |  |  |  |  |  |  |  |  |  |  |  |  |
|                                |                                |                                |                                |                                |                                |  |  | Наум Тошев               | Наум Тошев               | Наум Тошев               | Наум Тошев               | Наум Тошев               | Наум Тошев               |  |  |                        |                        |                        |                        |                        |                        |  |  |                          |                          |                          |                          | Илия Тошев (1861 – 1903) | Илия Тошев (1861 – 1903) | Илия Тошев (1861 – 1903) | Илия Тошев (1861 – 1903) | Илия Тошев (1861 – 1903)  | Илия Тошев (1861 – 1903)  |                           |                           |                           |                           |  |  |  |  |  |  |  |  |  |  |  |  |  |  |  |  |  |  |  |  |  |  |  |  |  |  |  |  |  |  |  |  |
|                                |                                |                                |                                |                                |                                |  |  | Наум Тошев               | Наум Тошев               | Наум Тошев               | Наум Тошев               | Наум Тошев               | Наум Тошев               |  |  |                        |                        |                        |                        |                        |                        |  |  |                          |                          |                          |                          | Илия Тошев (1861 – 1903) | Илия Тошев (1861 – 1903) | Илия Тошев (1861 – 1903) | Илия Тошев (1861 – 1903) | Илия Тошев (1861 – 1903)  | Илия Тошев (1861 – 1903)  |                           |                           |                           |                           |  |  |  |  |  |  |  |  |  |  |  |  |  |  |  |  |  |  |  |  |  |  |  |  |  |  |  |  |  |  |  |  |
|                                |                                |                                |                                |                                |                                |  |  |                          |                          |                          |                          |                          |                          |  |  |                        |                        |                        |                        |                        |                        |  |  |                          |                          |                          |                          |                          |                          |                          |                          |                           |                           |                           |                           |                           |                           |  |  |  |  |  |  |  |  |  |  |  |  |  |  |  |  |  |  |  |  |  |  |  |  |  |  |  |  |  |  |  |  |
| Димче                          | Димче                          | Димче                          | Димче                          | Димче                          | Димче                          |  |  | Пере Тошев (1865 – 1912) | Пере Тошев (1865 – 1912) | Пере Тошев (1865 – 1912) | Пере Тошев (1865 – 1912) | Пере Тошев (1865 – 1912) | Пере Тошев (1865 – 1912) |  |  | Антон Тошев (1876 – ?) | Антон Тошев (1876 – ?) | Антон Тошев (1876 – ?) | Антон Тошев (1876 – ?) | Антон Тошев (1876 – ?) | Антон Тошев (1876 – ?) |  |  | Йон Тошев                | Йон Тошев                | Йон Тошев                | Йон Тошев                | Йон Тошев                | Йон Тошев                |                          |                          | Филип Тошев               | Филип Тошев               | Филип Тошев               | Филип Тошев               | Филип Тошев               | Филип Тошев               |  |  |  |  |  |  |  |  |  |  |  |  |  |  |  |  |  |  |  |  |  |  |  |  |  |  |  |  |  |  |  |  |
| Димче                          | Димче                          | Димче                          | Димче                          | Димче                          | Димче                          |  |  | Пере Тошев (1865 – 1912) | Пере Тошев (1865 – 1912) | Пере Тошев (1865 – 1912) | Пере Тошев (1865 – 1912) | Пере Тошев (1865 – 1912) | Пере Тошев (1865 – 1912) |  |  | Антон Тошев (1876 – ?) | Антон Тошев (1876 – ?) | Антон Тошев (1876 – ?) | Антон Тошев (1876 – ?) | Антон Тошев (1876 – ?) | Антон Тошев (1876 – ?) |  |  | Йон Тошев                | Йон Тошев                | Йон Тошев                | Йон Тошев                | Йон Тошев                | Йон Тошев                |                          |                          | Филип Тошев               | Филип Тошев               | Филип Тошев               | Филип Тошев               | Филип Тошев               | Филип Тошев               |  |  |  |  |  |  |  |  |  |  |  |  |  |  |  |  |  |  |  |  |  |  |  |  |  |  |  |  |  |  |  |  |
| Коста Тошев (1870 – след 1943) | Коста Тошев (1870 – след 1943) | Коста Тошев (1870 – след 1943) | Коста Тошев (1870 – след 1943) | Коста Тошев (1870 – след 1943) | Коста Тошев (1870 – след 1943) |  |  |                          |                          |                          |                          |                          |                          |  |  |                        |                        |                        |                        |                        |                        |  |  | Илия Тошев (1875 – 1947) | Илия Тошев (1875 – 1947) | Илия Тошев (1875 – 1947) | Илия Тошев (1875 – 1947) | Илия Тошев (1875 – 1947) | Илия Тошев (1875 – 1947) |                          |                          | Спиро Тошев (1887 – 1971) | Спиро Тошев (1887 – 1971) | Спиро Тошев (1887 – 1971) | Спиро Тошев (1887 – 1971) | Спиро Тошев (1887 – 1971) | Спиро Тошев (1887 – 1971) |  |  |  |  |  |  |  |  |  |  |  |  |  |  |  |  |  |  |  |  |  |  |  |  |  |  |  |  |  |  |  |  |